# Lauterbach (Gemeinde Moorbad Harbach)
Lauterbach ist eine Ortschaft und eine Katastralgemeinde der Gemeinde Moorbad Harbach im Bezirk Gmünd in Niederösterreich mit 195 Einwohnern (Stand 1. Jänner 2024). Bis Ende 1971 war Lauterbach eine eigenständige Gemeinde.

## Geografie
Das längs der Landesstraße L8291 liegende Dorf, das vom Lauterbach entwässert wird, der sodann in den Hirschenwiesbach mündet, ist ringsum von Wäldern umgeben. Zur Ortschaft zählen weiters die Streusiedlungen Graben und Holzmühle sowie die Hubertushütte und auch das Sanatorium Moorheilbad Harbach. Am 1. April 2020 umfasste die Ortschaft 85 Adressen.

## Geschichte
Im Jahr 1822 wurde der Ort als Dorf mit 123 Häusern genannt, das nach Harbach eingepfarrt war, wohin auch die Kinder eingeschult wurden. Die Herrschaft Weitra besaß die Ortsobrigkeit, übte die Landgerichtsbarkeit aus, besorgte die Konskription und hatte die Grundherrschaft inne.
Laut Adressbuch von Österreich waren im Jahr 1938 in der Ortsgemeinde Lauterbach sechs Bienenzüchter, zwei Gastwirte, ein Gemischtwarenhändler, eine Mühle, eine Pension, zwei Sägewerke, ein Schmied, ein Wagner und mehrere Landwirte ansässig.
Im Zuge der Niederösterreichischen Kommunalstrukturverbesserung wurden die bis dahin selbständigen Gemeinden Lauterbach und Hirschenwies mit Harbach fusioniert.

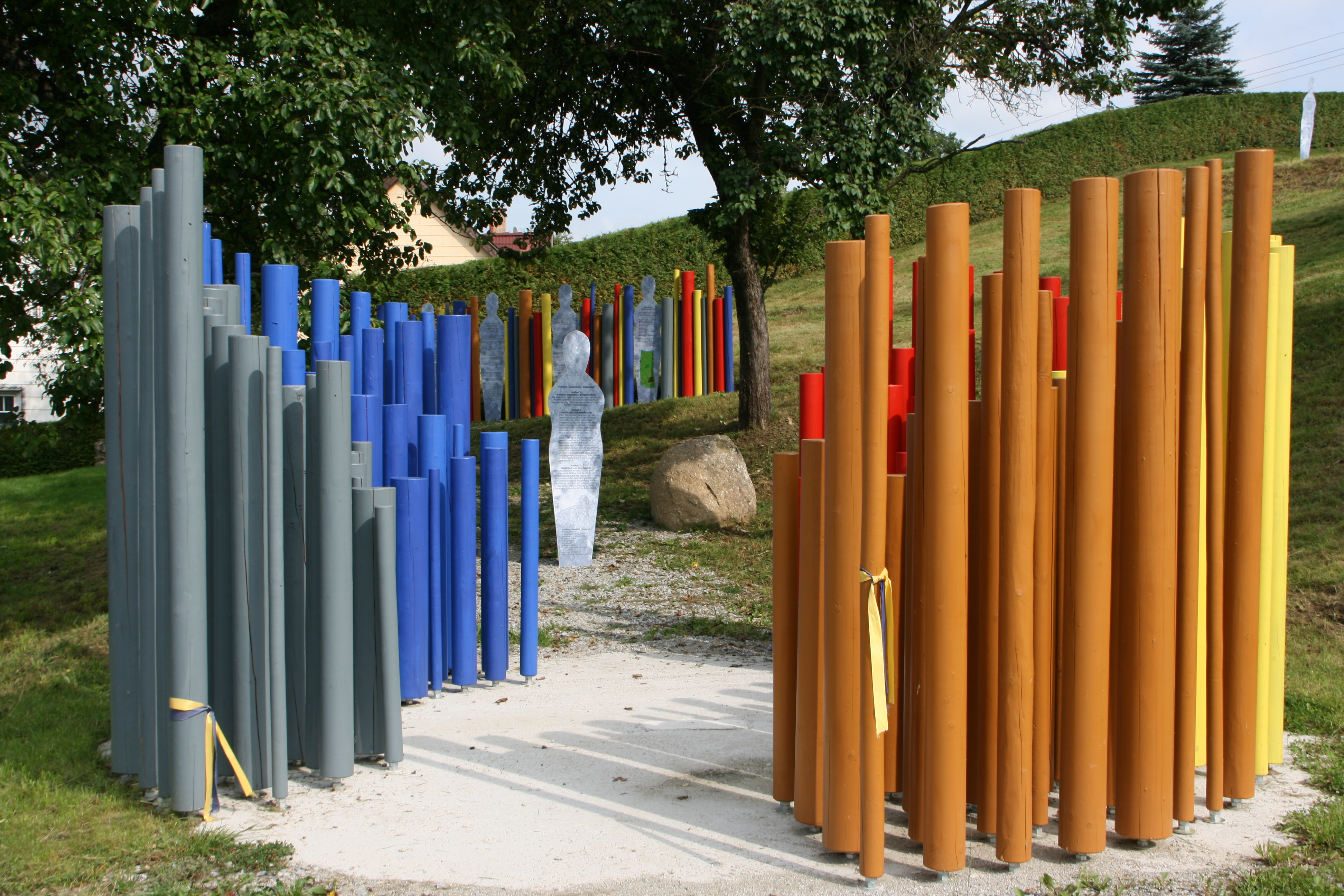
Garten der Menschenrechte

Am 10. Dezember 2023 wurde anlässlich des 75. Jahrestages der Allgemeinen Erklärung der Menschenrechte eine Gedenktafel am Eingang zum Garten der Menschenrechte in Lauterbach enthüllt.

## Siedlungsentwicklung
Zum Jahreswechsel 1979/1980 befanden sich in der Katastralgemeinde Lauterbach insgesamt 70 Bauflächen mit 28.884 m² und 14 Gärten auf 4.716 m², 1989/1990 waren es 69 Bauflächen. 1999/2000 war die Zahl der Bauflächen auf 212 angewachsen und 2009/2010 waren es 125 Gebäude auf 211 Bauflächen.

## Landwirtschaft
Die Katastralgemeinde ist landwirtschaftlich geprägt. 345 Hektar wurden zum Jahreswechsel 1979/1980 landwirtschaftlich genutzt und 462 Hektar waren forstwirtschaftlich geführte Waldflächen. 1999/2000 wurde auf 269 Hektar Landwirtschaft betrieben und 520 Hektar waren als forstwirtschaftlich genutzte Flächen ausgewiesen. Ende 2018 waren 254 Hektar als landwirtschaftliche Flächen genutzt und Forstwirtschaft wurde auf 522 Hektar betrieben. Die durchschnittliche Bodenklimazahl von Lauterbach beträgt 18,1 (Stand 2010).